# استیو ریگا
استیو ریگا (انگلیسی: Stevie Riga؛ زادهٔ ۱۵ سپتامبر ۱۹۸۹) بازیکن فوتبال اهل فرانسه است.
از باشگاه‌هایی که در آن بازی کرده‌است می‌توان به باشگاه فوتبال آنژه اشاره کرد.